# Summertime (cançó de George Gershwin)
"Summertime" és una ària composta el 1934 per George Gershwin per a l'òpera Porgy and Bess de 1935. La lletra és de DuBose Heyward, l'autor de la novel·la Porgy en la qual es va basar l'òpera d'Ira Gershwin.
La cançó aviat es va convertir en un estàndard de jazz popular i molt gravat, descrit com "sens dubte... una de les millors cançons que el compositor hagi escrit mai... L'escriptura altament evocadora de Gershwin barreja de manera brillant elements del jazz i els estils de cançons dels negres al sud-est dels Estats Units des de principis del segle XX". El compositor i lletrista Stephen Sondheim considerava les lletres de Heyward per a "Summertime" i "My Man's Gone Now" com "les millors lletres del teatre musical".

## Porgy and Bess
Gershwin va començar a compondre la cançó el desembre de 1933, intentant crear el seu propi espiritual a l'estil de la música popular afroamericana de l'època. Gershwin havia acabat de posar en música el poema de DuBose Heyward el febrer de 1934, i va passar els següents 20 mesos completant i orquestrant la partitura de l'òpera.
La cançó es canta diverses vegades al llarg de Porgy and Bess. Les primeres paraules escoltades en l'acte 1 de l'òpera són les de la seva lletra, seguint el "wa-do-wa" comunal. La canta la Clara com a cançó de bressol. El tema de la cançó es repeteix poc després com a contrapunt a l'escena del joc de daus, a l'acte 2 en una repetició de la Clara, i a l'acte 3 de Bess, cantant al nadó de la Clara, ara orfe, després que els dos pares morissin a la tempesta.
La cançó va ser gravada per primera vegada per Abbie Mitchell el 19 de juliol de 1935, amb George Gershwin tocant el piano i dirigint l'orquestra (a: George Gershwin Conducts Excerpts from Porgy & Bess, Mark 56 667).
La versió cinematogràfica de 1959 del musical va comptar amb Loulie Jean Norman cantant la cançó. Aquesta interpretació va acabar al número 52 de la llista AFI's 100 Years...100 Songs (100 anys d'AFI... 100 cançons) sobre les millors cançons del cinema americà.

## Anàlisi
La inspiració d'Heyward per a la lletra va ser la cançó de bressol espiritual popular del sud dels Estats Units "All My Trials", de la qual va fer que Clara cantés un fragment a la seva obra Porgy.
En la seva pròpia descripció de la música, Gershwin no va utilitzar cap espiritual compost anteriorment a la seva òpera, Summertime es considera sovint una adaptació de l'espiritual afroamericà Sometimes I Feel Like a Motherless Child, en què acabava la versió teatral de Porgy.

## Altres versions
Les estadístiques del nombre d'enregistraments de "Summertime" varien segons la font; mentre que les dades més antigues es restringeixen a versions comercials, les fonts més noves poden incloure versions autopublicades en línia. The Jazz Discography de 2005 va enumerar 1.161 publicacions oficials, situant la cançó en quart lloc entre els estàndards de jazz. El periodista de The New York Times Joe Nocera el 2012 va dir que hi havia "més de 25.000" enregistraments. El Guinness World Records enumera la xifra de 67.591 com el rècord mundial total en el seu lloc web el 2017.
Altres versions als gràfics pop inclouen les següents:
- El setembre de 1936, un enregistrament de Billie Holiday va ser el primer a arribar a les llistes de pop nord-americanes, arribant al número 12.[6]
- Sam Cooke (número 81 dels EUA, 1957)
- Al Martino (número 49 del Regne Unit, 1960)
- The Marcels (número 78 dels EUA, 1961)
- Ricky Nelson (número 89 dels EUA, 1962)
- The Chris Columbo Quintet (número 93 dels EUA, 1963).[15][16]
- La versió amb més èxit comercial va ser de Billy Stewart, la versió R&B carregada de scat va assolir el número 10 del Billboard Hot 100 i el número 7 de la llista de R&amp;B el 1966;[17] la seva versió també va arribar al número 39 al Regne Unit[18] i al número 13 al Canadà.
- Janis Joplin va gravar una versió per a l'àlbum Cheap Thrills de 1968. L'àlbum va ocupar el número 1 durant vuit setmanes a la llista Billboard 200;[19] tanmateix, la cançó no es va publicar com a senzill.
- Al Regne Unit, una versió de Fun Boy Three va arribar al número 18 a la llista de singles del Regne Unit el 1982.[20]
- La versió de Louis Armstrong i Ella Fitzgerald, publicada al seu àlbum de 1959 Porgy and Bess, va ser certificada plata per la British Phonographic Industry (BPI) el 2022.[21]

"Doin' Time", una cançó de 1997 de la banda nord-americana Sublime, es basa en una mostra de la versió de "Summertime" del flautista Herbie Mann. Sublime va gravar originalment la cançó amb lletres diferents, però no va aconseguir l'autorització de la propietat Gershwin tret que canviessin la lletra "Doin' time" a "Summertime". Bradley Nowell, el cantant principal de Sublime, havia mort d'una sobredosi, de manera que va ser enregistrada novament pel productor Michael Happoldt.
- Nina Simone Una interpretació instrumental/vocal de la cançó que apareix al seu àlbum en directe Nina Simone At Town Hall (Colpix, 1959)